# Gaylussacia riedelii
Gaylussacia riedelii är en ljungväxtart som beskrevs av Meissn. Gaylussacia riedelii ingår i släktet Gaylussacia och familjen ljungväxter. Inga underarter finns listade i Catalogue of Life.